# Kavachi
Kavachi es uno de los volcanes submarinos más activos en el suroeste del océano Pacífico. Ubicado al sur de la isla Vangunu en las Islas Salomón, lleva el nombre de un dios del mar de los isleños de grupo de Nueva Georgia, y también se le conoce localmente como Rejo te Kavachi ("horno de Kavachi"). el volcán se convirtió en emergente y luego se ha erosionado al mar por lo menos ocho veces desde su primera erupción registrada en 1939.
Cuando el volcán entró en erupción en 2003, una isla de 15 metros de altura, se formó sobre la superficie, pero desapareció poco después. Actividad eruptiva adicional fue observada y reportada en marzo de 2004 y abril de 2007.